# Welbike

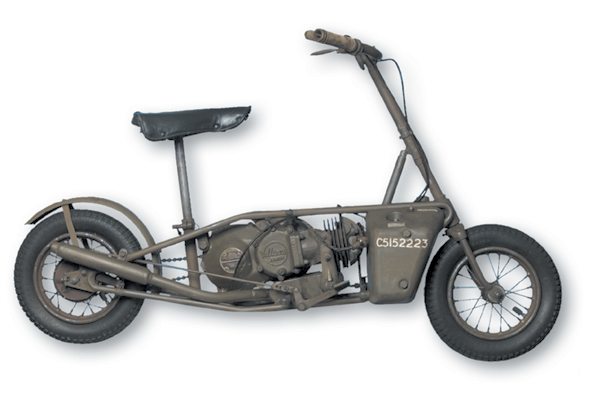
Welbike, British Special Operations Executive, WWII

In 1942 en 1943 ontwierpen de Britten voor de luchtlandingstroepen de Welbike, een lichte vouwscooter die men kon opbergen in een container waarna men het kon droppen met een parachute.

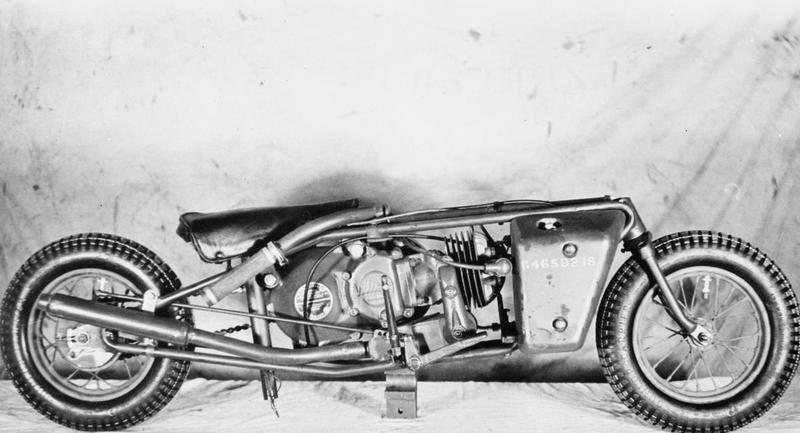
Welbike in opgevouwen toestand

## John Dolphin
John Robert Vernon Dolphin (1 oktober 1905-2 mei 1973) was de bedenker van de Welbike. Hij had in de jaren twintig al vele werkgevers gehad, en was reserveofficier. In 1939 werd hij gemobiliseerd en in 1943 werkte hij als luitenant-kolonel bij de Special Operations Executive. Hij had de leiding over "Station IX", gevestigd in het voormalige landhuis "The Frythe" in Welwyn (Hertfordshire). Hier werden wapens en speciale uitrustingen ontworpen, vooral ter ondersteuning van het verzet op het vasteland van Europa. John Vernon was een verwoed motorrijder, die privé een Ariel Square Four reed. Samen met motortechnicus Harry Lester ontwikkelde hij tijdens zijn diensttijd de Welbike, waarvan de eerste lettergreep verwijst naar Welwyn. Een prototype werd gebouwd in het geheime onderzoekcentrum . Na de testen met het prototype werden 3.853 Welbikes gebouwd door het motorfietsmerk Excelsior Motor Co. te Birmingham. Dolphin ontwierp ook nog een negen meter lange sabotageonderzeeër, de "Welfreighter". In 1946 werd Dolphin algemeen directeur van de "Corgi Motorcycle Company" en hij stichtte twee eigen bedrijven: Industrial Developments Ltd. en Hydraulic Developments Ltd. In de jaren vijftig werkte hij als hoofdingenieur bij het Atomic Weapons Research Establishment aan een tactisch nucleair wapen onder de naam "Red Beard". In de jaren zestig werd hij directeur van TI Group Services, waar hij weer zestien patenten verwierf. Hieronder waren verbeterde betonnen stoepranden, geprefabriceerde semi-permanente multilevel wegen, verbetering van de stabiliteit van vorkheftrucks en een constructie met (de)montabele staalplaten voor waterkeringen.

## Welbike
De Welbike woog 70 pounds, had een reikwijdte van 90 mijl op een benzinetank van 3,7 liter benzine en z'n maximumsnelheid was 50 km/uur. Het frame werd extra sterk ontworpen om de schokken na een parachutedrop te kunnen opvangen. De motorfiets werd voor een parachutedrop in een 4'3"x15'x12' container geplaatst waarbij het zadel, stuur en handvatten moesten worden ingeschoven cq. opgeklapt. Bij het laden van de CLE container was het achterwiel naar de grond gericht om bij een harde landing van de container niet de voorvork te verbuigen. Het motorrijwiel was voorzien van een 98cc Villiers Junior-de-Luxe motorblok die horizontaal was opgebouwd. Over feitelijk gebruik zijn geen War Office testen bekend. Om te starten moest men vóór het starten (aanlopen) van de machine eerst het zadel omhoogtrekken en de borging aandraaien, het stuur uitklappen en de centrale moer vastdraaien, vervolgens de benzinekraan openen en met in de tank gemonteerde handpomp druk opbouwen in de brandstoftank. dan vlotteren en met ingetrokken de-compresseur gaan lopen, de-compresseur loslaten en het motortje zou moeten aanslaan. 

## Andere vouwscooters
De Amerikanen, Duitsers en Italianen hadden ook een vouwscooter tijdens de Tweede Wereldoorlog. Het Duitse model "Triumph" kwam niet voorbij het prototype stadium. Het Italiaanse model werd geproduceerd doch het aantal is onbekend evenzeer of het werd gebruikt tijdens een echte militaire operatie. Het Amerikaans model Cushman 53 ging in productie en een aantal werd aan het front gebruikt. De Cushman 53 hoefde echter niet in een container gezet te worden tijdens een dropping omdat men de parachute kon bevestigen aan twee haken op de scooter.

## Dienstjaren
Het legermaterieel veranderde zeer snel wegens de technologische voortuitgang gedreven door de oorlogsindustrie in de Tweede Wereldoorlog. Toen de Welbike in productie ging kwamen de grote zweefvliegtuigen in dienst, die motorfietsen, jeeps en zelfs antitankgeschut kon meedragen. Hierdoor werd de Welbike ondergeschikt verklaard nog voor ze goed en wel in gebruik was. Er zijn evenwel meldingen dat Welbike werd ingezet in Normandië door de Royal Marine Commandos en er is ten minste één melding dat hij werd gebruikt in de Slag om Arnhem. Nog een andere Welbike werd met een Brits geheim agent gedropt boven de jungle van Maleisië en de 1e Canadese Parachute Bataillon had er zeker één in dienst. Het is onbekend of de Canadezen deze gebruikte tijdens trainingen of in een echte militaire operatie. De Welbike was vooral populair op de Britse vliegvelden, waar piloten ze gebruikten om snel naar hun gereedstaande vliegtuigen te rijden.

## Brockhouse Corgi en Indian Papoose
Na de oorlog werden de Welbikes van de hand gedaan en begon Brockhouse een meer comfortabele burgeruitvoering te maken, die Corgi ging heten en een 98 cc Spryt (ook van Excelsior)-motor had. De eerste serie zou eigenlijk "Corgi Mk I" heten, maar de hele serie werd verscheept naar de Verenigde Staten en onder de merknaam Indian verkocht als "Indian Papoose". Brockhouse bracht wel enige verbeteringen aan, zoals een kickstarter en een betere positie van de brandstoftank.

## Waar te zien

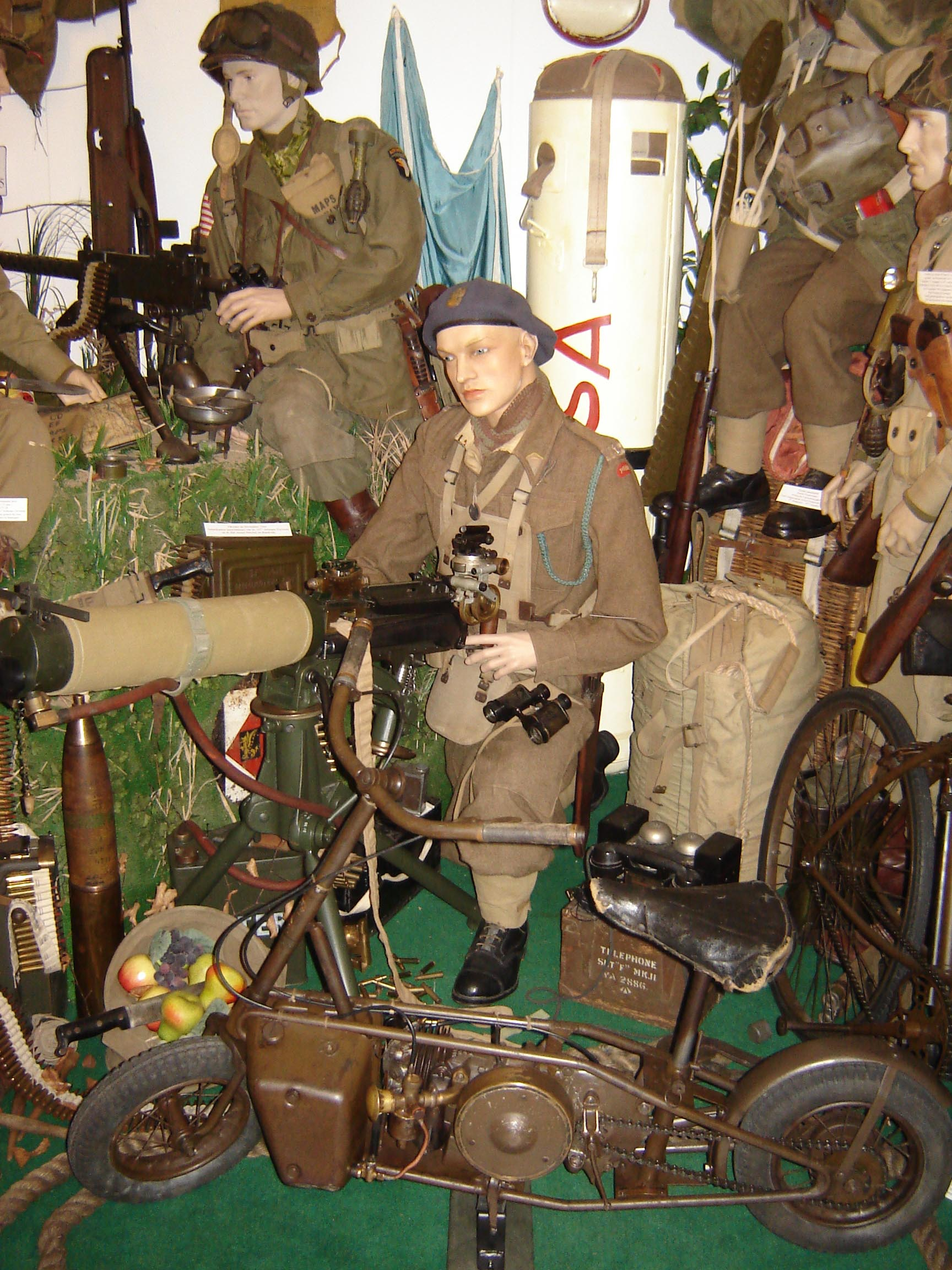
Betuws Oorlogsmuseum 1944-1945, Heteren (Gld.)